# Principauté de Nassau-Siegen
 (mai 2018).
Si vous disposez d'ouvrages ou d'articles de référence ou si vous connaissez des sites web de qualité traitant du thème abordé ici, merci de compléter l'article en donnant les références utiles à sa vérifiabilité et en les liant à la section « Notes et références ».

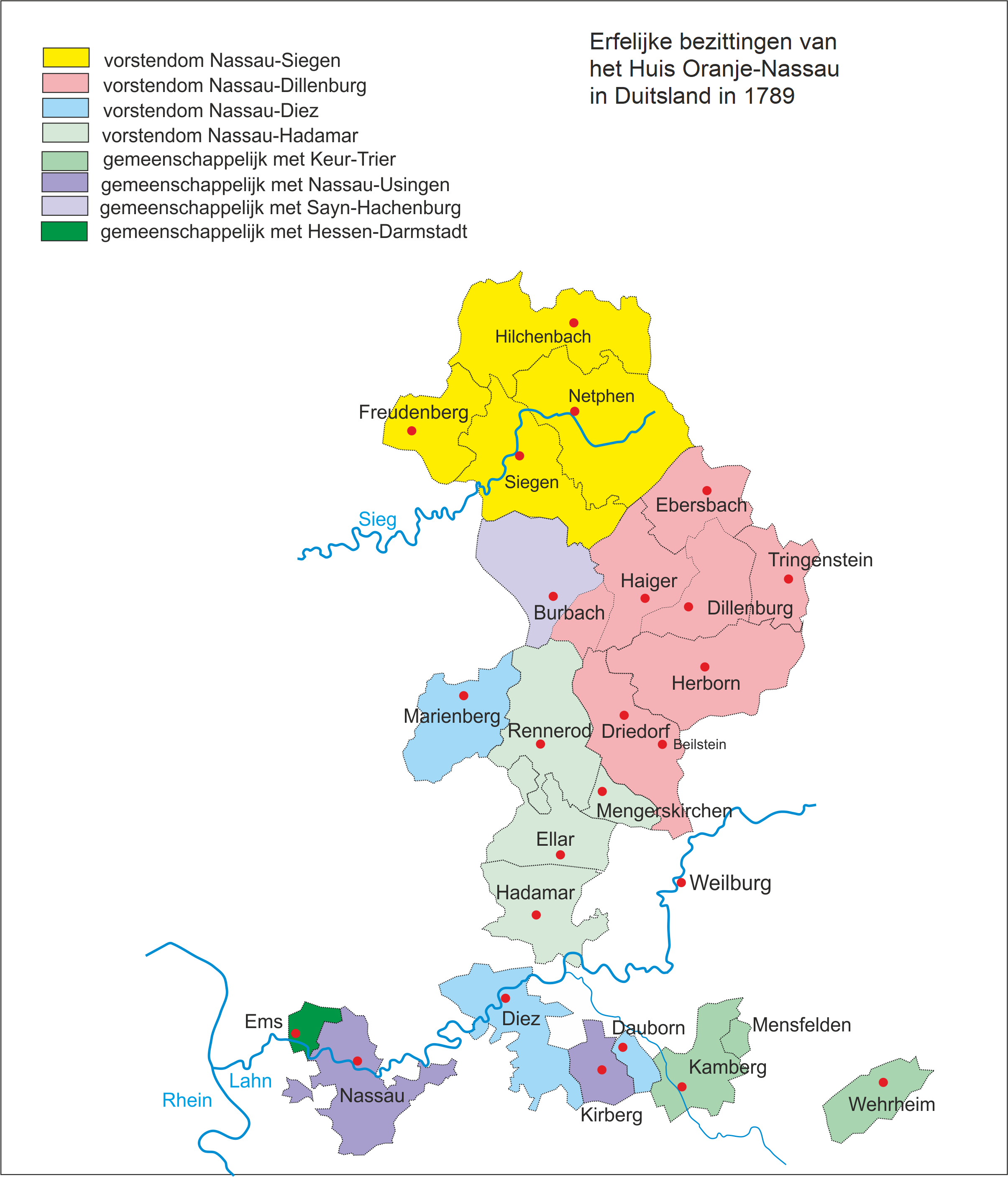
La principauté de Nassau-Siegen (en jaune)

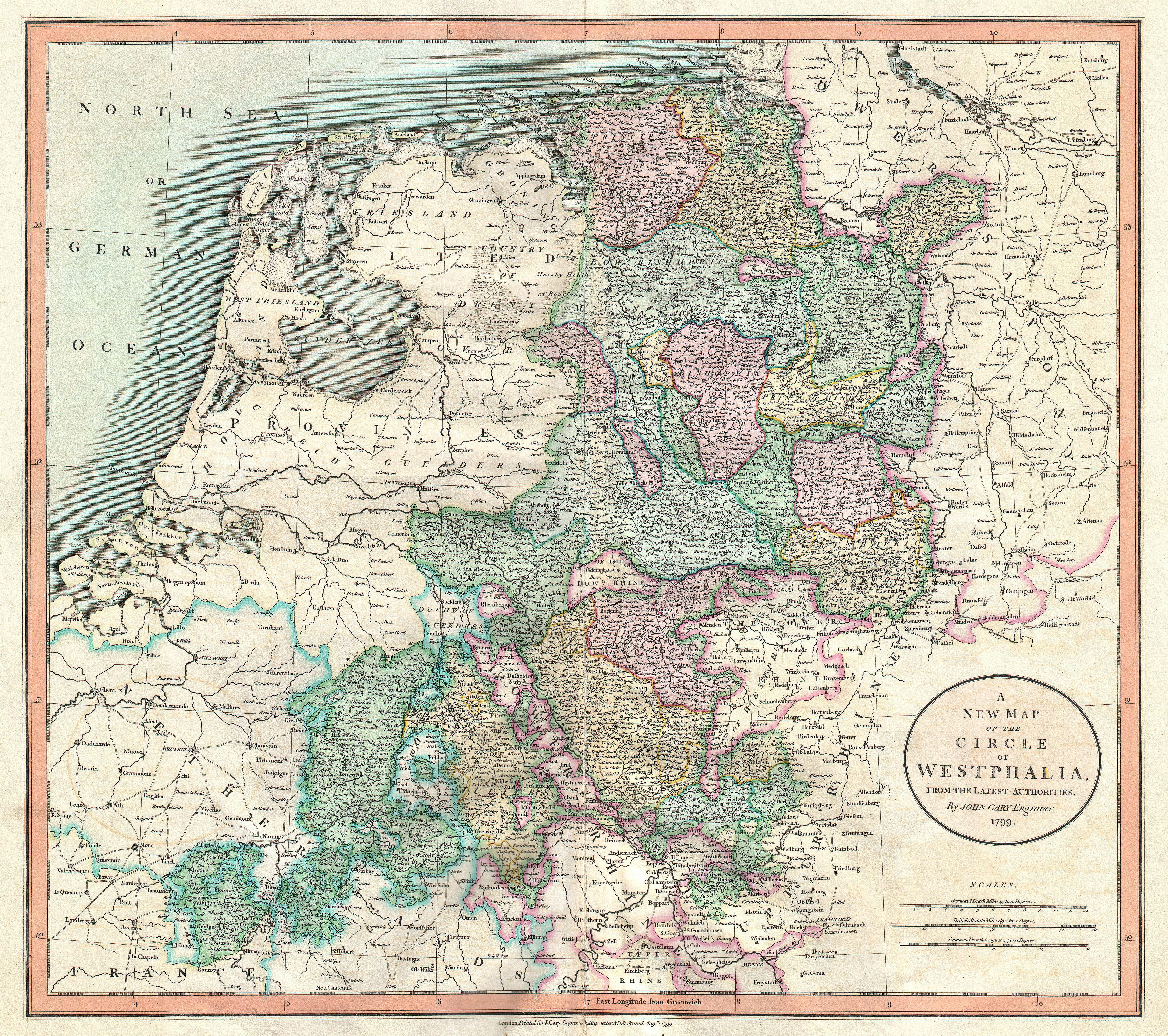
La principauté de Nassau-Siegen (en jaune) dans le cercle du Bas-Rhin-Westphalie.

Nassau-Siegen était une principauté au sein du Saint-Empire romain germanique qui a existé brièvement entre 1303 et 1328 et encore de 1606 à 1743.
De 1626 à 1734, il a été subdivisé en une partie catholique et une partie protestante. Sa capitale était la ville de Siegen, fondée en 1224 et initialement une copropriété détenue conjointement par l'archevêché de Cologne et le comté de Nassau.
La branche de la Maison de Nassau possessionnée de la principauté de Siegen a compté pour principaux représentants :
- Jean VI de Nassau-Dillenbourg (1536-1606)
- Jean VII de Nassau-Siegen (1561-1623)
- Jean Ernest de Nassau-Siegen (1582-1617)
- Jean VIII de Nassau-Siegen (1583-1638)
- Jean-François Desideratus de Nassau-Siegen (1627-1699)
- Guillaume Maurice de Nassau-Siegen (1649-1691)
- Guillaume Hyacinthe de Nassau-Siegen (1667-1743)
- Ferdinand de Nassau-Siegen (1673-1734)
- François Hugo de Nassau-Siegen (1678-1735)

- Frédéric Guillaume 1er de Nassau-Siegen (1680-1722)
- Frédéric Guillaume II de Nassau-Siegen (1706-1734)
- Emmanuel Ignace de Nassau-Siegen (1688-1735)
- Charles Henri Othon de Nassau-Siegen (1745-1808)